# Erzstufenbahn
Die Erzstufenbahn war eine normalspurige Montanbahn zum Transport von Eisenerz von den Stollen um Braunesumpf zum Hochofenwerk nach Blankenburg (Harz). Sie war die älteste Industriebahn im Harz.
Im Jahr 1872 begann in Blankenburg der Bau eines Hochofenwerks zur Verhüttung der Erze aus dem Hüttenroder Feld. Zum Transport des Eisenerzes wurde im gleichen Jahr mit dem Bau einer Montanbahn begonnen, die am 3. Juli 1875 ihren Betrieb aufnahm. Wegen des Höhenunterschieds von knapp 180 Metern bestand die Bahn aus fünf Abschnitten, die mit geringen Neigungen terrassenförmig am Berghang angelegt waren. Das Erz wurde über Rollen von einer Stufe auf die nächste abgekippt und mit Schurren transportiert, daher wurde die Bahn auch Schurrenbahn genannt.
Die Bahn führte durch vier Tunnel, der längste war mit 465,7 Metern der Bielsteintunnel, mit dem ein Höhenzug unmittelbar hinter Braunesumpf durchfahren wurde.
Der Betrieb wurde mit fünf einfach konstruierten zweiachsigen Dampflokomotiven abgewickelt, die von der Maschinenfabrik Zorge geliefert worden waren. Auf jeder Stufe der Bahn war eine der Lokomotiven in einem kleinen Lokomotivschuppen stationiert.
Bereits im Oktober 1885 endete mit der Inbetriebnahme der Harzbahn von Blankenburg nach Tanne der Betrieb der Erzstufenbahn. Die Harzbahn wurde so trassiert, dass sie in Blankenburg-Westend direkt am Hochofenwerk vorbeiführte und mit Hilfe eines Zahnstangenabschnitts über die Spitzkehre Michaelstein das Portal des Bielsteintunnels erreichte. Das Profil des Bielsteintunnels wurde für den Eisenbahnbetrieb erweitert und in Braunesumpf ein Bahnhof der Harzbahn angelegt. Damit konnte das Erz mit der Zahnradbahn befördert und die Erzstufenbahn eingestellt werden.
Im Jahr 1966 wurde die Harzbahn (heute: Rübelandbahn) elektrifiziert. Wegen des schlechten Bauzustandes und wegen der Schwierigkeiten, die eine erneute Profilerweiterung verursacht hätte, wurde der Bielsteintunnel im Jahr 1965 zugeschüttet und durch einen nahegelegenen Einschnitt ersetzt.